# Raúl Bartolomé Molina
Raúl Bartolomé Molina (Bilbao, 21 de noviembre de 1966) es un diplomático y jurista español. Fue Embajador de España en Serbia (desde 2019-2023), con concurrencia en Montenegro (2020-2023).

## Biografía
Tras licenciarse en Derecho, ingresó en la Escuela diplomática (1991). Su primer cargo como diplomático fue como cónsul de España en Caracas (1996). Posteriormente fue Consejero de la Embajada de España en Francia (1999), Jefe de Gabinete del Secretario General del Consejo de la Unión Europea (2005), miembro de la Embajada de España en Italia (2008) y en la Embajada en Noruega (2013).
De regreso a Madrid, fue Jefe de Gabinete del Secretario de Estado para la Unión Europea (2016)
Fue Embajador del Reino de España en Serbia (2019-2023), con concurrencia en Montenegro (2020-2023).